# 莱顿广场
莱顿广场（Leidseplein）是荷兰阿姆斯特丹市中心的一个广场。莱顿广场位于Grachtengordel区的西南，紧靠辛厄尔运河的东北方。Weteringschans,Marnixstraat, 莱顿街（Leidsestraat）在此交汇。莱顿街原是通往莱顿的道路。 

## 历史
莱顿广场是该市夜生活最热闹的中心之一。历史上，该广场是通往莱顿马车道的起点。今天，广场和附近街道两旁林立着餐馆和夜总会。Stadsschouwburg剧院是广场上最显著的建筑地标，毗邻美洲酒店 。